# 三馬村
三馬村（みんまむら）は石川県石川郡に存在した村。

## 地理
- 現在の金沢市南部に位置しており、伏見川の流域に位置している。
- 1936年（昭和11年）に石川郡崎浦村と河北郡小坂村とともに金沢市に編入合併してからは金沢市の地域となる。
- 1963年（昭和38年）から土地区画整理事業が行われ、急速に宅地化されるようになる。現在では住宅地だけでなく、多くのロードサイド店舗が軒を並べている。

## 歴史
- 三馬村の由来は加賀国の荘園である三馬郷から来ている。現在の金沢市久安にある御馬神社がこの地域の総社であった。神社名の読みである「みうま」または「みま」が次第に「みんま」と呼ばれるようになったとされる。
- 1889年（明治22年）泉（いずみ）村、有松（ありまつ）村、西泉（にしいずみ）村、米泉（よないずみ[1]）村、横川（よこがわ）村、野々市新（ののいちしん）村及び久安（ひさやす）村の区域をもって、三馬村が発足する。
- 1936年（昭和11年）金沢市に編入する。
- 世帯数は384戸、人口は2,180人（ともに1889年当時）。

## 合併後の町名変更
- 金沢市合併後の旧三馬村の各地域は幾度となく町名が変更されている。

合併後
- 西泉・米泉・横川・久安 - 金沢市の町名としてそのまま継承。
- 泉 - 泉本町・泉旭町
- 有松 - 上有松町
- 野々市新 - 三馬町

1967年に町名変更
- 泉本町（一部） - 野町5丁目・泉1 - 3丁目
- 泉旭町 - 泉2丁目・弥生2丁目
- 上有松町（一部） - 有松1 - 2丁目・弥生2 - 3丁目

1972年に町名変更
- 泉本町 - 泉本町1 - 7丁目（住居表示を導入）
- 三馬町 - 三馬1 - 3丁目

1979年に町名変更
- 上有松町 - 富樫3丁目・寺地1丁目

## 沿革
- 1889年（明治22年）4月1日 - 町村制の施行により、石川郡泉村、有松村、西泉村、米泉村、横川村、野々市新村及び久安村の区域をもって、石川郡三馬村が発足する。
- 1936年（昭和11年）4月1日 - 金沢市に編入する。